# Oblastní rada Ma'ale Josef
Oblastní rada Ma'ale Josef (hebrejsky מועצה אזורית מעלה יוסף‎, mo'aca ezorit Ma'ale Josef,anglicky Ma'ale Yosef Regional Council) je oblastní rada v Severním distriktu v Izraeli. Členské obce se nacházejí v západní části Horní Galileje, v prostoru vymezeném na severu mezinárodní hranicí s Libanonem, na západě hranicí pahorků Horní Galileje a pobřežní planiny, na jihu okolím města Karmiel a na východě svahy masivu Har Meron.
Sídlo úřadů oblastní rady leží poblíž vesnice Gornot ha-Galil. Oblastní rada má velké pravomoci zejména v provozování škol, územním plánování a stavebním řízení nebo v ekologických otázkách.

## Dějiny
Oblast Horní Galileje byla už ve starověku osídleným regionem s častými zmínkami v bibli. Novověké židovské osidlování zde započalo ale až v 2. polovině 20. století. Většina zdejších vesnic vyrostla v 50. a 60. letech jako plánovitě budované osady, na jejichž zřizování se podílela Židovská agentura. Mířili sem převážně noví židovští přistěhovalci z Asie a Afriky. Oblastní rada Ma'ale Josef vznikla v roce 1963, tehdy pod jménem oblastní rada Ma'ale ha-Galil. Zpočátku sdružovala 14 vesnic a její úřady sídlily v obci Me'ona. V roce 1975 získala oblastní rada nynější název, podle funkcionáře Židovského národního fondu Josefa Weitze.
Počátkem 80. let 20. století bylo židovské osídlení v tomto regionu posíleno o dalších 7 vesnic, které vznikly s podporou Židovské agentury v rámci programu Micpim be-Galil (מצפים בגליל‎, doslova „Galilejské vyhlídky“). Ten v Galileji vytvářel nové vesnice, jež měly posílit židovské demografické pozice v oblastech s dosavadní převahou Arabů. Zatím poslední osada je Neve Ziv založená roku 2000.
Do roku 1992 náležela do oblastní rady Ma'ale Josef i vesnice Charašim, ale pak se připojila k oblastní radě Misgav.

## Seznam sídel
Oblastní rada Ma'ale Josef sdružuje celkem 22 sídel. Z toho 16 mošavů a 6 společných osad (jišuv kehilati).

### Mošavy
- Avdon
- Curi'el
- Ejn Ja'akov
- Elkoš
- Even Menachem
- Goren
- Chosen
- Ja'ara
- Lapidot
- Manot
- Me'ona
- Netu'a
- Peki'in ha-Chadaša
- Šomera
- Štula
- Zar'it

### Společné osady
- Abirim
- Gita
- Gornot ha-Galil
- Matat
- Micpe Hila
- Neve Ziv

## Demografie
K 31. prosinci 2014 žilo v oblastní radě Ma'ale Josef 9600 obyvatel. Z celkové populace bylo 9200 Židů. Včetně statistické kategorie „ostatní“, tedy nearabští obyvatelé židovského původu, ale bez formální příslušnosti k židovskému náboženství, jich bylo 9400.
| Rok            | 1961  | 1972  | 1983  | 1995  | 2006  | 2008  | 2009  | 2010  | 2011  | 2012  | 2013  | 2014  |
| -------------- | ----- | ----- | ----- | ----- | ----- | ----- | ----- | ----- | ----- | ----- | ----- | ----- |
| Počet obyvatel | 2 900 | 3 600 | 4 100 | 5 800 | 8 200 | 8 500 | 8 700 | 8 900 | 9 000 | 9 400 | 9 600 | 9 600 |